# Đại bách khoa toàn thư Triều Tiên
Đại bách khoa toàn thư Triều Tiên (tiếng Triều Tiên: 조선 대백과 사전) là bộ bách khoa toàn thư gồm 30 tập được xuất bản ở Bắc Triều Tiên. Toàn sách bao gồm hơn 100.000 mục từ, 25.000 hình ảnh và công cụ hỗ trợ trực quan, và hơn 5.200 tiểu sử danh nhân.

## Lịch sử
Dự án này được khởi động là kết quả của "sự quan tâm đặc biệt và chỉ đạo trực tiếp" của lãnh tụ Kim Nhật Thành vào năm 1964 và "ủy ban biên soạn" cho bộ bách khoa toàn thư tồn tại từ năm 1988.
Tập đầu tiên của bộ sách này được xuất bản vào tháng 10 năm 1995 (Bài báo trích dẫn sai năm 1955). Toàn bộ 30 tập được hoàn thành vào năm 2002.

## Giám sát nội dung
Người ta biết rằng nội dung của bộ bách khoa toàn thư này được đảng thảo luận rất nhiều trước khi đem xuất bản, và do đó hầu hết các đánh giá trong sách đều là quan điểm chính thức của đảng. Ví dụ, bộ sách có một bài viết về văn hào Ernest Hemingway nhưng ghi chép về việc ông đã chết (tự sát) như thế nào không được công bố.

## Phiên bản kỹ thuật số
Phiên bản kỹ thuật số của cuốn từ điển này được mở ra cho công chúng tiếp cận vào năm 2010. Tuy nhiên, phần nhiều khả năng cuốn này chỉ dành cho những người từ bên ngoài Bắc Triều Tiên hoặc giới tinh hoa trong nước.

## Ứng dụng di động
Từ điển bách khoa toàn thư này được cung cấp dưới dạng ứng dụng dành cho điện thoại thông minh của Bắc Triều Tiên  là Pyongyang Touch vào năm 2018 và đây là ứng dụng có nhiều thông tin nhất trong toàn bộ thiết bị.